# Глухий ретрофлексний проривний
Глухий ретрофлексний проривний — приголосний звук, що існує в деяких мовах. У Міжнародному фонетичному алфавіті записується як ⟨ʈ⟩ («t» із загнутим праворуч гачком). В українській мові цей звук передається на письмі літерою т.

## Назва
- Глухий ретрофлексний проривний (англ. voiceless retroflex stop)
- Глухий ретрофлексний зімкнено-проривний

## Властивості
Властивості глухого ретрофлексного проривного:
- Тип фонації — глуха, тобто цей звук вимовляється без вібрації голосових зв'язок.
- Спосіб творення — проривний або зімкнений, тобто повітряний потік повністю перекривається.
- Місце творення — ретрофлексне, що прототипічно означає, що кінчик язика загинається вгору до твердого піднебіння.
- Це ротовий приголосний, тобто повітря виходить крізь рот.
- Це центральний приголосний, тобто повітря проходить над центральною частиною язика, а не по боках.
- Механізм передачі повітря — егресивний легеневий, тобто під час артикуляції повітря виштовхується крізь голосовий тракт з легенів, а не з гортані, чи з рота.

## Приклади
| Мова        | Мова        | Слово   | МФА        | Значення      | Примітки                 |
| ----------- | ----------- | ------- | ---------- | ------------- | ------------------------ |
| гінді       | гінді       | टालना     | [ʈaːl.naː] | відкладати    | Див. фонетика гінді      |
| каннада     | каннада     | ತಟ್ಟು     | [tʌʈʈu]    | стукати       |                          |
| малаялам    | малаялам    | അഠുക     | [aʈuka]    | готувати їсти |                          |
| маратхі     | маратхі     | बटाटा     | [bəʈaːʈaː] | батат         | Див. фонетика маратхі    |
| норвезька   | норвезька   | kort    | [kɔʈː]     | карта         | Див. норвезька фонетика  |
| пенджабська | пенджабська | ਟੋਪੀ      | [ʈoːpi]    | капелюх       |                          |
| пушту       | пушту       | ټول     | [ʈol]      | всі           |                          |
| сицилійська | сицилійська | trenu   | [ˈʈɽɛnu]   | поїзд         |                          |
| тамільська  | тамільська  | எட்டு     | [eʈʈɯ]     | вісім         | Див. тамільська фонетика |
| телугу      | телугу      | కొట్టు     | [koʈʈu]    | бити          |                          |
| шведська    | шведська    | karta   | [ˈkʰɑːʈa]  | карта         | Див. шведська фонетика   |
| яванська    | яванська    | bathang | [baʈaŋ]    | мрець         |                          |